# Sumito Estévez
Sumito Estévez Singh (Mérida, Venezuela, 22 de octubre de 1965) es un chef, escritor, personalidad televisiva, empresario y educador venezolano. Es uno de los cocineros más reconocidos tanto en su país, como en el exterior.
Estévez también es conductor de programas culinarios de televisión, programas radiales y ha escrito artículos y columnas para varios periódicos de Venezuela. Entre sus múltiples ocupaciones ha sido juez y creador de festivales culinarios. 
Entre 1998 y el 2001, la editora El Nacional publicó 2 tomos con sus recetas. En el 2005, la misma editorial extendió su bibliografía con la edición de 15 tomos de La Cocina de Sumito, la colección gastronómica de mayor tiraje publicada en Venezuela.

## Biografía
Es hijo del matrimonio entre el físico venezolano Raúl Estévez y Anú Singh, de origen Sikh. Su padre se graduó en la primera promoción de la Universidad Patricio Lumumba en la Unión Soviética de Moscú y estudió una maestría y un doctorado en la Universidad de Stanford, EE. UU.. 
Fue uno de los fundadores de la Facultad de Ciencias de la Universidad de Los Andes. Su abuela paterna, María Laprea, fue la segunda esposa de Aquiles Nazoa después que ambos enviudaron. Se casaron en 1949. La anterior esposa de Nazoa había sido Estrella Fernández-Viña Martí (sobrina nieta del cubano José Martí) quien murió de tuberculosis poco después del matrimonio.
Nietastro de Aquiles Nazoa, Estévez es sobrino del también cocinero y comediante Claudio Nazoa, quien es hijo de Laprea, y tiene una hermana llamada Swapna Puni Estévez Singh, quien es psicopedagoga. Su abuelo materno fue Sardar Gurbaksh Singh (1895-1977), escritor panyabí y fundador de la población de Preet Nágar en el norte de la India.
Estévez vivió entre India y Venezuela durante su infancia. Desde niño tuvo inclinación por la gastronomía. A los 14 años fundó un club gastronómico junto al cineasta Alberto Arvelo. Durante tres años se dedicaron a seleccionar países, leer sobre estos y experimentar con su cocina los sábados. En algún momento el grupo llegó a tener 30 miembros.

### Trayectoria
En 1989 se graduó de Licenciado en Física en la Universidad de los Andes (ULA) en Mérida, pero decidió seguir la carrera gastronómica. Su primer trabajo profesional pagado fue como asistente de cocina en la casa de Armando Scannone el 11 de junio de 1989.
A mediados de 1990 Estévez se enteró de la llegada al país del chef venezolano Franz Conde Jahn, quien había sido contratado para un festival de alta cocina venezolana en el Member's Club de Caracas y negociaba la posición de chef en el restaurante Seasons Club de la misma ciudad. A través de su tío Claudio Nazoa, Estévez consiguió una cita con Conde, quién le contrató como Sous Chef (literal, bajo el chef, asistente principal del chef) en el Seasons entre junio de 1990 y diciembre de 1991.
Posteriormente trabajó por poco tiempo para Pierre Blanchard en el Deuxieme Etage (1992) y entre abril de 1992 y junio de 1993 fue chef de la Vinoteca Delfino, ambos restaurantes también en Caracas. Tras estas experiencias, entre febrero de 1994 y junio de 1995, Estévez abrió, administró y fue chef de su primer local, el Sumito Restaurante en la ciudad de Mérida.
Durante el resto de los años 1990, Estévez se perfiló como uno de los cocineros más solicitados de Venezuela, siendo contratado tanto como asesor y como chef en diversos proyectos gastronómicos en Venezuela, Miami y Granada. 
En marzo de 1998 también hizo unas cortas pasantías con el chef Jean Georges Vongerichten en Nueva York (restaurantes Jean George, Vong y JoJo) y en julio de 1999 con Wolfgang Puck en el célebre restaurante Spago de Los Ángeles, California. 
El 3 de agosto de 2001 inauguró La Cuadra Gastronomía, en Los Palos Grandes, Caracas, proyecto gastronómico del que fue socio. Este incluía: pastelería, brasserie, escuela de cocina, un restaurante de lujo y un estudio de televisión especializado en cocina. El proyecto cerró en el 2003.
En el 2002, Estévez comenzó la publicación de un blog que llamó la atención de PRAMER (Productora América), la empresa productora de contenidos para televisión más importante del mundo hispanoparlante. La subsidiaria del consorcio mediático estadounidense Liberty Media (propietaria de los canales Starz, DirecTV y los Bravos de Atlanta, entre otros) le contrató para conducir un programa gastronómico para el canal de cable argentino Elgourmet.com (enlace roto disponible en Internet Archive; véase el historial, la primera versión y la última)., el cual comenzó a transmitirse en mayo de 2003 en toda Latinoamérica. 
Posteriormente también condujo el programa semanal Nueva cocina latina en el canal de cable español Canal Cocina (2004), creó y fue socio de SumoGusto, empresa de comida para llevar (2003-2004), y abrió tiendas de bombones hechos con chocolate venezolano en Buenos Aires y Margarita.
Además de múltiples aventuras empresariales gastronómicas, por su alto perfil Estévez también se ha dedicado a ser la imagen de campañas publicitarias para diversos productos como el Banco Mercantil, General Electric, Queso Torondoy, Splenda, El Nacional, Maizina Americana y vinos Concha y Toro.
Estévez ha representado a Venezuela en numerosos congresos, festivales y talleres en todo el mundo, y ha recibido galardones como el Tenedor de Oro de la Academia Venezolana de Gastronomía (2006), por su labor de promoción de la cocina venezolana a nivel internacional. También fue condecorado por la Alcaldía de Lima, Perú, por su labor de difusión gastronómica (2008), y es Miembro Honorario de la Asociación Ecuatoriana de Chefs (2008) y Chef Honorario de la Escuela de Gastronomía de la Universidad de las Américas en Quito, Ecuador (2008). 
En el 2003 Estévez y el chef Héctor Romero fundaron el Instituto Culinario de Caracas, escuela de formación para profesionales y aficionados a la cocina considerada una de las más importantes del país. Entre otros proyectos mediáticos, Estévez es guionista y locutor de Diario de un Chef, micros radiales de emisión diaria transmitidos en programas de 60 minutos por Radio Onda en toda Venezuela y publicado los domingos como columna en el diario El Nacional. 
También es productor y anfitrión de Sumo Placer, programa diario de cocina por el canal de cable argentino El Gourmet, desde mayo de 2004. El periódico El Nacional publicó en el 2005 una edición especial de 15 tomos de La Cocina de Sumito. Esta es considerada la colección gastronómica de mayor tiraje publicada en el país. Asimismo fue anfitrión del documental televisivo Gourmet India (2008), programa de 13 episodios en el cual viajó a varias ciudades de ese país para mostrar su riqueza gastronómica y sus tradiciones.
En el 2012 fue el director del Instituto Culinario y Turístico del Caribe Escuela de Cocina en La Asunción, Isla de Margarita, Venezuela.
Sumito Estévez emigra a Chile en 2018 donde fue contratado como Subdirector de Educación Continua del Centro de Innovación Gastronómica del INACAP.
En 2020, inició el proyecto por "Sumo Gusto", a través de YouTube, una nueva y atrevida propuesta para llevar lo mejor de la gastronomía venezolano-chilena a los hogares en Chile. 
Actualmente, Sumito está casado con Sylvia Sacchettoni, quién lo apoya en la Fundación Fogones y Bandera destinada a fortalecer la identificación, reconocimiento y empoderamiento de la gastronomía venezolana como patrimonio cultural inmaterial, financiar investigaciones y gestionar recursos para becar a personas interesadas en estudios gastronómicos dentro de instituciones calificadas de Venezuela o el mundo.

## Vida personal
Es primo del ingeniero y técnico electoral Ricardo Estévez.